# Stanau
Stanau is een plaats en voormalige gemeente in de Duitse deelstaat Thüringen, en maakt deel uit van de Saale-Orla-Kreis.
Stanau telt  inwoners.
De gemeente werd op 1 januari 2019 opgenomen in de gemeente Neustadt an der Orla, die als erfüllende Gemeinde de bestuurlijke taken van Bucha al uitvoerde.